# Livius Ciocârlie
Livius Ciocârlie (n. 7 octombrie, 1935, Timișoara) este un critic literar, eseist, scriitor, memorialist și profesor universitar român. 

## Biografie
În 1958 a absolvit Facultatea de Filologie din București, iar în 1974 (sau 1975) a devenit doctor în filologie, specialitatea franceză.
În 1990 a fost numit profesor la catedra de literatură franceză a Universității din Timișoara și profesor invitat la Universitatea "Michel de Montaigne" din Bordeaux.
A primit Premiul Uniunii Scriitorilor pe 2004.

## Cărți publicate

### Studii critice
- Realism și devenire poetică în literatura franceză, Ed. Facla, 1974 (Premiul pentru debut al Uniunii Scriitorilor)
- Negru și alb. De la simbolul romantic la textul modern, Ed. Cartea Românească, 1979 (Premiul Uniunii Scriitorilor)
- Mari corespondențe, Ed. Cartea Românească, 1981
- Eseuri critice, Ed. Facla, 1983 (Premiul Uniunii Scriitorilor)
- Caietele lui Cioran, Ed. Scrisul Românesc, 2000
- Caietele lui Cioran, Ed. Humanitas, 2007

### Jurnale, eseuri, romane
- Un Burgtheater provincial, Ed. Cartea Românească, 1985
- Clopotul scufundat, Ed. Cartea Românească, 1988
- Fragmente despre vid, Ed. Cartea Românească, 1992
- Paradisul derizoriu. Jurnal despre indiferență, Ed. Humanitas, 1993
- Viața în paranteză, Ed. Amarcord, 1995 (Premiul Fundației pentru o Societate Deschisă și premiul Salonului de carte de la Cluj)
- Cap și pajură, Ed. Albatros, 1997
- Trei într-o galeră, Ed. Echinox, 1998 (Premiul ASPRO)
- De la Sancho Panza la Cavalerul Tristei Figuri, Ed. Polirom, 2001 (Premiul Uniunii Scriitorilor)
- & comp., Ed. Polirom, 2003
- ...pe mine să nu contați, convorbiri cu Mircea Bențea, Ed. Paralela 45, 2003
- Batrânețe și moarte în mileniul trei, Ed. Humanitas, 2005
- Pornind de la Valéry, Ed. Humanitas, 2006[3]
- Cu dinții de lâna. Jurnal 1978-1983, Ed. Humanitas, 2008 (Premiul Național pentru Literatura decernat de Uniunea Scriitorilor) [4]
- Cartea cu fleacuri, Editura Paralela 45, 2010 [5]

### Volume colective
- Cartea cu bunici, coord. de Marius Chivu -  Gabriela Adameșteanu, Radu Afrim, Iulia Alexa, Adriana Babeți, Anamaria Beligan, Adriana Bittel, Ana Blandiana, T. O. Bobe, Lidia Bodea, Emil Brumaru, Alin Buzărin, Alexandru Călinescu, Matei Călinescu, Daniela Chirion, Livius Ciocârlie, Adrian Cioroianu, Alexandru Cizek, Andrei Codrescu, Denisa Comănescu, Radu Cosașu, Dana Deac, Florin Dumitrescu, B. Elvin, Cătălin Dorian Florescu, Filip Florian, Matei Florian, Șerban Foarță, Emilian Galaicu-Păun, Vasile Gârneț, Cristian Geambașu, Dragoș Ghițulete, Cristian Ghinea, Bogdan Ghiu, Stela Giurgeanu, Adela Greceanu, Bogdan Iancu, Nora Iuga, Doina Jela, Alexandra Jivan, Ioan Lăcustă, Florin Lăzărescu, Dan Lungu, Cosmin Manolache, Anca Manolescu, Angela Marinescu, Virgil Mihaiu, Mircea Mihăieș, Călin-Andrei Mihăilescu, Dan C. Mihăilescu, Vintilă Mihăilescu, Ruxandra Mihăilă, Lucian Mîndruță, Adriana Mocca, Cristina Modreanu, Ioan T. Morar, Ioana Morpurgo, Radu Naum, Ioana Nicolaie, Tudor Octavian, Andrei Oișteanu, Radu Paraschivescu, Horia-Roman Patapievici, Dora Pavel, Irina Petraș, Cipriana Petre, Răzvan Petrescu, Marta Petreu, Andrei Pleșu, Ioan Es. Pop, Adina Popescu, Simona Popescu, Radu Pavel Gheo, Tania Radu, Antoaneta Ralian, Ana Maria Sandu, Mircea-Horia Simionescu, Sorin Stoica, Alex Leo Șerban, Robert Șerban, Tia Șerbănescu, Cătălin Ștefănescu, Pavel Șușară, Iulian Tănase, Antoaneta Tănăsescu, Cristian Teodorescu, Lucian Dan Teodorovici, Călin Torsan, Traian Ungureanu, Constanța Vintilă-Ghițulescu, Ciprian Voicilă, Sever Voinescu; Ed. Humanitas, 2007;
- Primul meu fum, coord. de Andra Matzal - Michele Bressan Arhivat în 21 aprilie 2017, la Wayback Machine., Cheloo (Paraziții), Livius Ciocârlie, Alex Cistelecan, Andrei Codrescu, Paul Dunca, Vasile Ernu, Șerban Foarță, Miron Ghiu, Vera Ion, Aurora Liiceanu, Mitoș Micleușanu, Cristian Neagoe, Philip O'Ceallaigh, Lia Perjovschi, Antoaneta Ralian, Costi Rogozanu, Adrian Schiop, Dan Sociu, Dan Stanciu, Bogdan-Alexandru Stănescu, Jean Lorin Sterian, Vava Ștefănescu, Lucia T, Răzvan Țupa, Elena Vlădăreanu; Ed. Art, 2010;
- Cărțile care ne-au făcut oameni, coord. de Dan C. Mihăilescu - Ana Blandiana, Lucian Boia, Mircea Cărtărescu, Ștefan Câlția, Livius Ciocârlie, Andrei Cornea, Neagu Djuvara, Gabriel Liiceanu, Nicolae Manolescu, Mihai Măniuțiu, Horia-Roman Patapievici, Ioana Pârvulescu, Irina Petrescu, Andrei Pleșu, Victor Rebengiuc, Alex Ștefănescu, Valeriu Stoica, Ion Vianu; Ed. Humanitas, 2010;
- Prima mea carte, coord. de Raluca Dincă - Livius Ciocârlie, Raluca Dincă, Șerban Foarță, Mihnea Gafița, Daria Ghiu, Adela Greceanu, Mugur Grosu, Mihai Iovănel, Luminița Marcu, Andra Matzal, Lucian Mîndruță, Matei Pleșu, Antoaneta Ralian, Ana Maria Sandu, Ionuț Sociu, Simona Sora, Bogdan-Alexandru Stănescu, Iulian Tănase, Mihail Vakulovski, Constantin Vică;  Ed. Art, 2011;
- Intelectuali la cratiță. Amintiri culinare și 50 de rețete - Gabriel Liiceanu, Adriana Babeți, Adriana Bittel, Ana Blandiana, Emil Brumaru, Mircea Cărtărescu, Marius Chivu, Livius Ciocârlie, Neagu Djuvara, Dan C. Mihăilescu, Ioana Nicolaie, Radu Paraschivescu, Ioana Pârvulescu, Oana Pellea, Monica Pillat, Andrei Pleșu, Tania Radu, Antoaneta Ralian, Grete Tartler, Vlad Zografi; Ed. Humanitas, 2012;

## Distincții
- Ordinul național „Steaua României” în grad de Ofițer (1 decembrie 2000) „pentru realizări artistice remarcabile și pentru promovarea culturii, de Ziua Națională a României”[6]